# У сузір'ї бика
«У сузір'ї бика» — кінофільм режисера Петра Тодоровського, що вийшов на екрани в 2003 році.

## Зміст
Маленьке село Шишка під Сталінградом, середина листопада 1942 року. Війна доноситься сюди лише відгомонами великих битв і боїв, які відбуваються зовсім поруч. Жителі села, які рятують від голоду і холоду містян, ще якось намагаються жити спокійним життям. Велика частина нечисленного чоловічого населення таємно закохана в місцеву красуню Калю, зокрема і молодий сільський скотар Ваня Мельников, і прибулий в евакуацію міський хлопчина Ігор. Одного разу Ваня в пошуках корму для своїх вихованців йде в степ і бере з собою Ігоря. Він упевнений, що у нього буде можливість довести супернику своє право на кохання до Калі. Та в степу хлопці зустрічають німця. Німець стріляє в Ігоря. А потім Іван і німецький солдат рятують пораненого.

## Ролі
| Актор                | Роль                      |
| -------------------- | ------------------------- |
| Іван Жидков          | Ігор                      |
| Георг Жено           | Отто, німецький солдат    |
| Віолетта Давидовська | Каля                      |
| Любава Аристархова   | божевільна                |
| Наталія Лоскутова    | мати Вані                 |
| Віра Іванова         | Фрося                     |
| Єлизавета Устюжаніна | -                         |
| Орлан Монгуш         | червоний командир         |
| Віктор Уральський    | Парфенич, голова колгоспу |

## Нагороди
- Кінофестиваль «Вікно в Європу» у Виборзі 
  - 2003 — Приз імені Андрія Тарковського (Петро Тодоровський)
- Міжнародний фестиваль фільмів про права людини «Сталкер» у Москві 
  - 2003 — Приз Гільдії кінорежисерів (Петро Тодоровський)

## Знімальна група
- Режисер — Петро Тодоровський
- Сценарист — Петро Тодоровський, Олександр Буравський
- Продюсер — Мира Тодоровська
- Композитор — Петро Тодоровський